# Aspirin
Aspirin (아스피린) est un manhwa de Kim Eun-jeong.

## Édition
- Coréenne
  - Nombre de volumes sortis : 11 (en cours)

- Française, chez Soleil Productions (Collection « Gochawon ») 
  - Date de première parution : novembre 2005
  - Nombre de volumes sortis : 6 (suspendu)